# Medionidus acutissimus
Medionidus acutissimus és una espècie de mol·lusc bivalve de la família Unionidae. La closca fa 3,59 cm de llargària total. Viu a l'aigua dolça.
Es troba als Estats Units: Alabama, Geòrgia i Mississipi.